# Station Vernouillet - Verneuil
Station Vernouillet - Verneuil is een van de twee spoorwegstations in de Franse gemeente Verneuil-sur-Seine. Het andere is station Les Clairières de Verneuil. Het ligt aan de spoorlijn Paris Saint-Lazare - Le Havre, op kilometerpunt 34,623 van die lijn.
Het station wordt aangedaan door verschillende treinen van Transilien Lijn J:
- treinen tussen Paris Saint-Lazare en Mantes-la-Jolie over de zuidoever van de Seine
- treinen tussen Paris Saint-Lazare en Les Mureaux

## Vorige en volgende stations
| Richting        | Vorig station                             | Lijn    | Volgend station     | Richting           |
| --------------- | ----------------------------------------- | ------- | ------------------- | ------------------ |
| Mantes-la-Jolie | Les Clairières de Verneuil of Les Mureaux | Trans J | Villennes-sur-Seine | Paris Saint-Lazare |
| Les Mureaux     | Les Clairières de Verneuil of Les Mureaux | Trans J | Villennes-sur-Seine | Paris Saint-Lazare |